# Patti Hogan
Patricia Hogan Fordyce, detta Patti (San Diego, 21 dicembre 1949), è un'ex tennista statunitense.
È conosciuta anche come Patti Hogan-Fordyce.

## Carriera
In carriera ha vinto un titolo nel singolare e 5 titoli di doppio. Nei tornei del Grande Slam ha ottenuto il suo miglior risultato raggiungendo la finale di doppio a Wimbledon nel 1969, in coppia con la connazionale Peggy Michel.
In Fed Cup ha disputato un totale di 11 partite, ottenendo 7 vittorie e 4 sconfitte.

## Statistiche

### Singolare

#### Vittorie (1)
| Numero | Anno           | Torneo                                  | Superficie | Avversaria in finale | Punteggio      |
| 1.     | 22 luglio 1973 | North of England Championships, Hoylake |            | Sharon Walsh         | 11-9, 4-6, 6-4 |

#### Finali perse (2)
| Numero | Anno           | Torneo                            | Superficie | Avversaria in finale | Punteggio |
| 1.     | 4 aprile 1971  | Natal Open, Durban                |            | Margaret Smith Court | 2-6, 1-6  |
| 2.     | 25 luglio 1971 | Leicester Midland Open, Leicester |            | Evonne Goolagong     | 2-6, 4-6  |

### Doppio

#### Vittorie (5)
| Numero | Anno           | Torneo                                      | Superficie | Compagna     | Avversarie in finale                      | Punteggio     |
| 1.     | 25 marzo 1973  | Virginia Slims of Akron, Akron              |            | Sharon Walsh | Patricia Bostrom Michèle Gurdal           | 7-5, 6-4      |
| 2.     | 8 aprile 1973  | USLTA Sarasota, Sarasota                    |            | Sharon Walsh | Martina Navrátilová Marie Neumannová      | 4-6, 6-0, 6-3 |
| 3.     | 21 maggio 1973 | Surrey Grass Court Championships, Guildford |            | Sharon Walsh | Lesley Charles Glynis Coles               | condiviso     |
| 4.     | 15 luglio 1973 | Green Shield Welsh Championships, Newport   |            | Sharon Walsh | Dianne Fromholtz Julie Heldman            | condiviso     |
| 5.     | 19 agosto 1973 | US Clay Court Championships, Indianapolis   |            | Sharon Walsh | Fiorella Bonicelli María-Isabel Fernández | 6-4, 6-4      |

#### Finali perse (7)
| Numero | Anno             | Torneo                                             | Superficie  | Compagna         | Avversarie in finale               | Punteggio     |
| 1.     | 25 luglio 1971   | Leicester Midland Open, Leicester                  |             | Barbara Hawcroft | Judy Dalton Evonne Goolagong       | 6-8, 4-6      |
| 2.     | 18 ottobre 1971  | Scotland Dewar Cup Edinburgh, Edimburgo            |             | Nell Truman      | Evonne Goolagong Julie Heldman     | 3-6, 0-6      |
| 3.     | 27 agosto 1972   | WTA New Jersey, Orange                             |             | Carole Graebner  | Marina Krošina Ol'ga Morozova      | 7-6, 2-6, 2-6 |
| 4.     | 23 ottobre 1972  | Billingham Cup, Billingham                         |             | Sharon Walsh     | Margaret Smith Court Virginia Wade | 3-6, 2-6      |
| 5.     | 22 luglio 1973   | North of England Championships, Hoylake            |             | Sharon Walsh     | Karen Krantzcke Virginia Wade      | 7-5, 4-6, 1-6 |
| 6.     | 10 febbraio 1974 | Virginia Slims of Fort Lauderdale, Fort Lauderdale |             | Sharon Walsh     | Françoise Dürr Betty Stöve         | 3-6, 2-6      |
| 7.     | 26 maggio 1974   | British Hard Court Championships, Bournemouth      | Terra rossa | Sharon Walsh     | Julie Heldman Virginia Wade        | 2-6, 2-6      |